# Шайтан-Коба
Шайтан-коба (Чортова печера) — печера на правому березі р. Бодрак, поблизу с. Скалисте, Бахчисарайського району, АР Крим.
У печері відкрито палеолітичну стоянку мустьєрського часу, досліджувану у 1929—1930 pp. Знайдено крем'яні вироби та кістки диких тварин, що вказує на те, що її мешканці займались полюванням.